# Ivan Bolotnikov
Ivan Isajevitj Bolotnikov (Иван Исаевич Болотников), 1565, död 1608, var ledaren för upproren 1606-1607 i samband med den stora oredan i Ryssland.